# モンタニャーナ
モンタニャーナ（伊: Montagnana）は、イタリア共和国ヴェネト州パドヴァ県にある、人口約8,900人の基礎自治体（コムーネ）。

## 地理

### 位置・広がり

#### 隣接コムーネ
隣接するコムーネは以下の通り。括弧内のVRはヴェローナ県、VIはヴィチェンツァ県所属を示す。
- ボルゴ・ヴェーネト
- ベヴィラックア (VR)
- カザーレ・ディ・スコドージア
- ミネルベ (VR)
- ポイアーナ・マッジョーレ (VI)
- プレッサーナ (VR)
- ロヴェレード・ディ・グア (VR)
- ウルバーナ

### 気候分類・地震分類
モンタニャーナにおけるイタリアの気候分類 (it) および度日は、zona E, 2487 GGである。
また、イタリアの地震リスク階級 (it) では、zona 3 (sismicità bassa) に分類される。

## 行政

### 分離集落
モンタニャーナには、以下の分離集落（フラツィオーネ）がある。
- Borgo San Marco, Borgo San Zeno, Borgo Frassine

## 文化・観光
「イタリアの最も美しい村」クラブ加盟コムーネである。

## 姉妹都市
- ローテンブルク・オプ・デア・タウバー、ドイツ

## 人物

### 著名な出身者
- ジョヴァンニ・マルティネッリ - 20世紀前半のテノール歌手